# Elephant & Castle Station
Denne artikel omhandler fjerntogsstationen. For London Underground-stationen, se Elephant & Castle Station (London Underground).
Elephant & Castle Station betjener Elephant & Castle-området i London, England. Station bestyres af First Capital Connect, og der køres tog, der opereres af både First Capital Connect og Southeastern. Stationen, og den tilhørende Underground-station, er beliggende i distriktet Southwark og ligger både i takstzone 1 og 2.

## Transportforbindelser
London buslinjer 1, 188 og natlinje N1 passerer stationen, mens linjerne 12, 35, 40, 45, 53, 63, 68, 100, 133, 148, 155, 168, 171, 172, 176, 196, 333, 343, 360, 415, 453, 468, C10, P5 og natlinjerne N35, N63, N68, N89, N133, N155, N171 og N343 standser 5 minutters gang fra stationen.

## Layout
National Rail-stationen er anlagt på en murstensviadukt og er fra 1863. Den har to indgange, en på Elephant Road og en forbundet til den øverste etage i Elephant and Castle-shoppingcenteret. Der er en afgangstavle inde i shoppingcenteret, ligesom der er separate skærme for hvert spor inde i billethallen. Der er fire perronspor og to sideliggende perroner og en ø-perron. Stationen er ikke direkte forbundet til London Underground-stationen. For at skifte fra The Underground er det nødvendigt at forlade Underground-stationen (udgangen fra Northern line er den nærmeste), passere gennem billetbommene og herefter gå enten gennem eller rundt om shoppingcenteret. Der er adgang til perronerne gennem fire trapper, og der er hverken elevatorer eller rulletrapper.

## Betjeninger
Togene fra National Rail-stationen bliver opereret af First Capital Connect (Thameslink-forstadsrute) og Southeastern.
På hverdage udenfor myldretiden betjenes stationen pr. 23. marts 2009 som følger:
- 2 tog pr. time til Kentish Town via St Pancras (Southeastern)
- 2 tog pr. time til St Albans City via St Pancras (First Capital Connect)
- 2 tog pr. time til Luton via St Pancras (First Capital Connect)
- 2 tog pr. time til Sevenoaks via Catford (Southeastern)
- 2 tog pr. time til Wimbledon via Sutton (First Capital Connect)
- 2 tog pr. time til Sutton via Wimbledon (First Capital Connect)

I myldretiden er der en eller to ekstra Southeastern-tog fra eller til andre, fjernrere destinationer, så som Ashford (Kent) og Rochester.
Oyster card Pay-as-you-go kan benyttes på denne station for alle betjeninger op til Elstree & Borehamwood Station.
| Foregående station |  | National Rail                                                                     |  | Efterfølgende station |
| ------------------ |  | --------------------------------------------------------------------------------- |  | --------------------- |
| London Blackfriars |  | First Capital Connect Sutton Loop                                                 |  | Loughborough Junction |
| London Blackfriars |  | First Capital Connect Sevenoaks Line (begrænset betjening)                        |  | Denmark Hill          |
| London Blackfriars |  | Southeastern Bedford - Kent via Herne Hill Kun myldretidsbetjening                |  | Herne Hill            |
| London Blackfriars |  | Southeastern Sevenoaks-Bedford (via Catford Loop Line)                            |  | Denmark Hill          |
| Bromley South      |  | Southeastern og First Capital Connect fællesdrift Ashford International - Bedford |  | Blackfriars           |